# Anton Joachim Christian Bruhn

Geesthacht – Frau Dubbe jr., Foto: Anton Joachim Christian Bruhn 1909

Anton Joachim Christian Bruhn (* 10. März 1868 in Kiel; † 1928) war ein deutscher Zimmermann und Fotograf. Seine Bilder sind heute im Museum für Kunst und Gewerbe Hamburg und im Museum für Hamburgische Geschichte zu sehen.

## Leben und Wirken
Anton Joachim Christian Bruhn verdingte sich zunächst als Zimmermann. Von 1886 bis 1898 stand er im Dienste der Baudeputation in Hamburg.
1895 erwarb er einen Gewerbeschein als Photograph. Um das Jahr 1890 machte er sich als Photograph selbstständig.  
Der Kunstsammler und Mäzen Ernst Juhl wurde auf seine Bilder aufmerksam und erwarb eine Reihe davon für seine Sammlung. Im Auftrag des Hamburger Senats und in enger Zusammenarbeit mit Juhl erstellte Bruhn die meisten Fotos für einen Bildband mit dem Titel Hamburg – Land und Leute der Niederelbe. 
Seine Werke werden heute unter anderem  im Hamburger Museum für Kunst und Gewerbe und im Museum für Hamburgische Geschichte verwahrt.

## Werke
- Ernst Juhl (Hrsg.): Hamburg Land und Leute der Niederelbe. Boysen & Maasch, Hamburg 1912 (Im Auftrage der Freien und Hansestadt Hamburg; Fotograf der Mehrzahl der Aufnahmen; Auflage 300 Stück, mit 90 Tafeln mit montierten, sepia-getönten Lichtdrucken).